# Stefan Lövgren
Lars Stefan Lövgren (Gotemburgo, 21 de dezembro de 1970) é um ex-handebolista profissional sueco, medalhista olímpico.
Stefan Lövgren fez parte dos elencos medalha de prata e Atlanta 1996 e Sydney 2000. Ele é duas vezes campeão mundial, e quatro vezes europeu.